# Franz von Tattenbach (Diplomat)

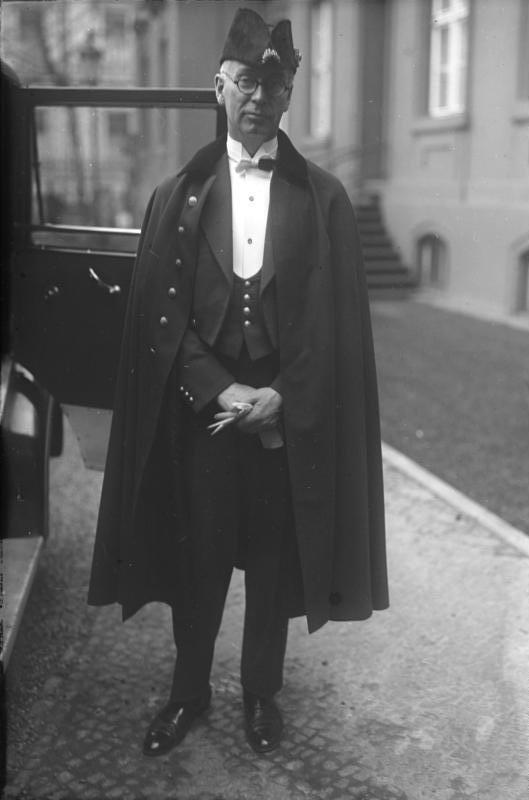
Franz Graf von Tattenbach

Franz Graf von Tattenbach (* 13. September 1896 in Frankfurt am Main; † 21. Februar 1974 in San José, Costa Rica) war ein deutscher Botschafter.

## Leben
Die Eltern von Franz von Tattenbach waren Franziska Louise Constanze von Metzler (1856–1934) und Christian von Tattenbach. Von Tattenbach trat 1911 in den auswärtigen Dienst des deutschen Kaiserreichs und wurde 1915 Legationssekretär an der Gesandtschaft des Deutschen Reichs in Bern. 1919 nach dem Ersten Weltkrieg war von Tattenbach im Auswärtigen Amt in der Wilhelmstraße eingesetzt.
Am 24. Oktober 1922 heiratete er in Costa Rica Luisa Iglesias Rodríguez (* 15. Oktober 1894), mit der er folgende Kinder hatte:
- Cristian Franz Rafael (* 10. Januar 1924)[1]
- Manuela Mercedes Constance (* 24. September 1926)
- Rafael (* 7. Dezember 1928)

Seit dem späten 19. Jahrhundert war Mittelamerika ein guter Absatzmarkt für deutsche Produkte. In den 1920er Jahren kamen zu den bestehenden Exportunternehmen wie Siemens neue wie AEG und Wayss & Freytag nach El Salvador und Costa Rica hinzu. Tattenbach forderte von AEG besondere Sorgfalt für einen 20000-USD-Auftrag nach San Ramón, Costa Rica, da dies der erste Auftrag eines Unternehmens aus dem Deutschen Reich nach dem Ersten Weltkrieg war.
1925 kam von Tattenbach nach Berlin zurück, wo er 1926 zum Legationsrat befördert und 1929 Leiter des Protokolls wurde. 1937 wurde von Tattenbach in den einstweiligen Ruhestand und 1942 in den Ruhestand versetzt.

## Ehrungen
- 1952: Großes Verdienstkreuz mit Stern der Bundesrepublik Deutschland